# Tonight (TobyMac)
Tonight è il quarto album discografico in studio del cantante christian rap statunitense TobyMac, pubblicato nel 2010.

## Tracce
1. Tonight (featuring John Cooper degli Skillet) – 4:20 (Toby McKeehan, Cary Barlowe, Christopher Stevens)
2. Get Back Up – 3:14 (McKeehan, Jaime Moore, Barlowe, Aaron Rice)
3. Funky Jesus Music (featuring Beckah Shae & Siti Monroe) – 3:20 (McKeehan, Dave Wyatt, Brian Haley, Byron Chambers)
4. City On Our Knees – 4:27 (McKeehan, Moore, Barlowe)
5. Showstopper – 2:51 (McKeehan, Stevens)
6. Changed Forever (featuring Nirva Ready) – 3:36 (McKeehan, Stevens)
7. Hold On – 4:00 (McKeehan, Barlowe, Jesse Frasure)
8. LoudNClear (TruDog 10) – 1:35 (McKeehan, Stevens)
9. Hey Devil (3:15) – 3:15 (McKeehan, Tim Rosenau, Stevens)
10. Wonderin' (featuring Matthew Thiessen dei Relient K) – 3:40 (McKeehan, Stevens)
11. Captured – 3:36 (McKeehan, Rosenau, Stevens)
12. Start Somewhere – 3:36 (McKeehan, Jamie Moore, Stevens)
13. Break Open the Sky (featuring Israel Houghton) – 6:14 (McKeehan, Mark Stuart, Ed Cash)
14. City On Our Knees (Radio Version) (Digital release only) – 4:37 (McKeehan, Moore, Barlowe)

## Premi
- GMA Dove Award 2011 - "Rock/Contemporary Album of the Year"

## Classifiche
| Classifica (2010) | Posizione raggiunta |
| ----------------- | ------------------- |
| USA Billboard 200 | 6                   |